# Grevillea thelemanniana
Grevillea thelemanniana, conocida en su lugar de origen como "spider-net grevillea", es un pequeño arbusto extendido que es endémico de Australia Occidental. 

## Descripción
Las flores son de color rosa o rojo que aparecen entre otoño tardío y finales de la primavera. Las especie se desarrolla en la región de Perth en tierras bajas sobre suelos arenosos que son generalmente húmedos en invierno. Puede alcanzar entre 0.3 y 1.5 m de altura. 
Un número de subespecies son ahora su propia especie:
- subsp. delta  McGill.  es ahora Grevillea delta  (McGill.) Olde & Marriott
- subsp. fililoba   McGill.  es ahora Grevillea fililoba  (McGill.) Olde & Marriott
- subsp. hirtella   (Benth.) McGill.  es ahora Grevillea hirtella  (Benth.)  Olde & Marriott
- subsp. obtusifolia   (Meisn.) McGill.  es ahora Grevillea obtusifolia  Meisn.
- subsp. pinaster   (Meisn.) McGill. es ahora Grevillea pinaster  Meisn.
- subsp. preissii   (Meisn.) McGill.  es ahora Grevillea preissii  Meisn.
- 'form e' (prostrada o de hoja gris) es ahora Grevillea humifusa  Olde & Marriott

## Taxonomía
Grevillea thelemanniana fue descrita por Charles von Hügel ex Stephan Ladislaus Endlicher y publicado en Edwards's Botanical Register 25(Misc.): 54. 1839.
Etimología
Grevillea, el nombre del género fue nombrado en honor de Charles Francis Greville, cofundador de la Royal Horticultural Society.
thelemanniana: epíteto
En Flora of Australia (1999), la especie estaba posicionada en el género Grevillea con el siguiente árbol jerárquico:
Grevillea (género)
Thelemanniana Grupo
Grevillea thelemanniana
Grevillea hirtella
Grevillea fililoba
Grevillea humifusa
Grevillea delta
Grevillea obtusifolia
Grevillea exposita
Grevillea evanescens
Grevillea pinaster
Grevillea preissii
Grevillea ripicola
Grevillea acropogon
Grevillea maccutcheonii
Grevillea stenomera
Grevillea variifolia
Grevillea olivacea